# Samuel Brannan
Samuel Brannan (Saco, 2 marzo 1819 – Escondido, 5 maggio 1889) è stato un politico, giornalista e uomo d'affari statunitense che fondò la rivista California Star a San Francisco, in California. È considerato il primo ad aver pubblicizzato la corsa all'oro californiana e ne fu il primo milionario.
Brannan fu un'importante figura di metà del XIX secolo della storia californiana e soprattutto di San Francisco. "Probabilmente fece più per San Francisco e per altri posti di quanto fatto da decine di uomini migliori; e infatti per molti aspetti non fu una cattiva persona, essendo semplice e scaltro nel suo operato, famoso per i suoi atti di carità tanto quanto come uomo d'affari, dando spesso prova di coraggio personale".

## Inizio della carriera
Brannan nacque a Saco, nel Maine, circa un anno prima della sua indipendenza dal Massachusetts. All'età di 14 anni si trasferì con la sorella a Kirtland (Ohio), dove apprese il commercio delle stampe. Qui aderì alla Chiesa di Gesù Cristo dei santi degli ultimi giorni. Brannan si trasferì a New York nel 1844, dove iniziò a stampare la rivista The Prophet (poi diventata The New-York Messenger), una rivista dei mormoni.
Dopo l'omicidio del capo della chiesa Joseph Smith nel giugno 1844, i mormoni decisero di spostarsi da Nauvoo, in Illinois. Furono molte le destinazioni prese in considerazione, compreso il territorio messicano dell'Alta California. Nel febbraio 1846, con l'approvazione dei capi della Chiesa, Brannan ed altri 245 mormoni salparono da New York a bordo della Brooklyn diretti in California attraverso capo Horn. Brannan aveva a bordo un antiquato torchio per la stampa ed una macina per la farina. Dopo una sosta ad Honolulu, Hawaii, sbarcarono il 31 luglio 1846 nel porto messicano di Yerba Buena, attuale San Francisco, facendo triplicare la popolazione del pueblo. Brannan fu nominato primo presidente della missione della California.

## Carriera californiana
Brannan usò la propria pressa per fondare il California Star, primo giornale di San Francisco e secondo della Alta California, dopo il The Californian fondato a Monterey e pubblicato la prima volta il 15 agosto 1846. I due si fusero per diventare il The Daily Alta California nel 1848. He also established the first school in San Francisco. In 1847, he opened a store at Sutter's Fort, in present-day Sacramento, California.
Nel giugno 1847 Brannan viaggiò via terra fino a Green River in Wyoming per incontrare Brigham Young, capo della Chiesa LDS che stava guidando il primo contingente di pionieri mormoni attraverso le pianure della regione del Gran Bacino. Brannan chiese a Young di portare i pionieri in California ma Young rifiutò la proposta decidendo di stabilirsi in quello che oggi è lo Utah, così Brannan tornò da solo in California settentrionale.

### Corsa all'oro californiana

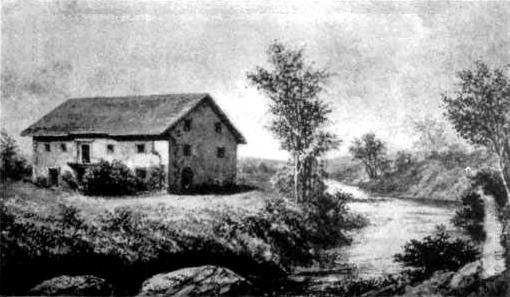
Negozio di Samuel Brannan nella fortezza di Sutter

All'inizio del 1848 i dipendenti di John Sutter pagavano gli oggetti del suo negozio con l'oro trovato a Sutter's Mill, nei pressi di Coloma (California). Brannan si recò alla segheria e, in quanto rappresentante della Chiesa LDS, ricevette la decima dell'oro trovato dai lavoratori nel tempo libero. Il suo California Star non poté pubblicare la notizia dato che tutto il personale era già partito in direzione dei giacimenti d'oro. "Brannan si trasferì in New Helvetia, dove aprì un negozio nella fortezza di John Sutter. Quando fu trovato l'oro, Brannan possedeva il solo negozio tra San Francisco ed i giacimenti d'oro -- cosa che capitalizzò comprando tutti i picconi, le pale e le padelle che riuscì a trovare e percorrendo le strade di San Francisco, gridando "Oro! Oro nel fiume American!". Pagò 20 centesimi per ogni padella, e le vendette 15 dollari al pezzo. In nove settimane aveva già accumulato 36000 dollari".

### San Francisco

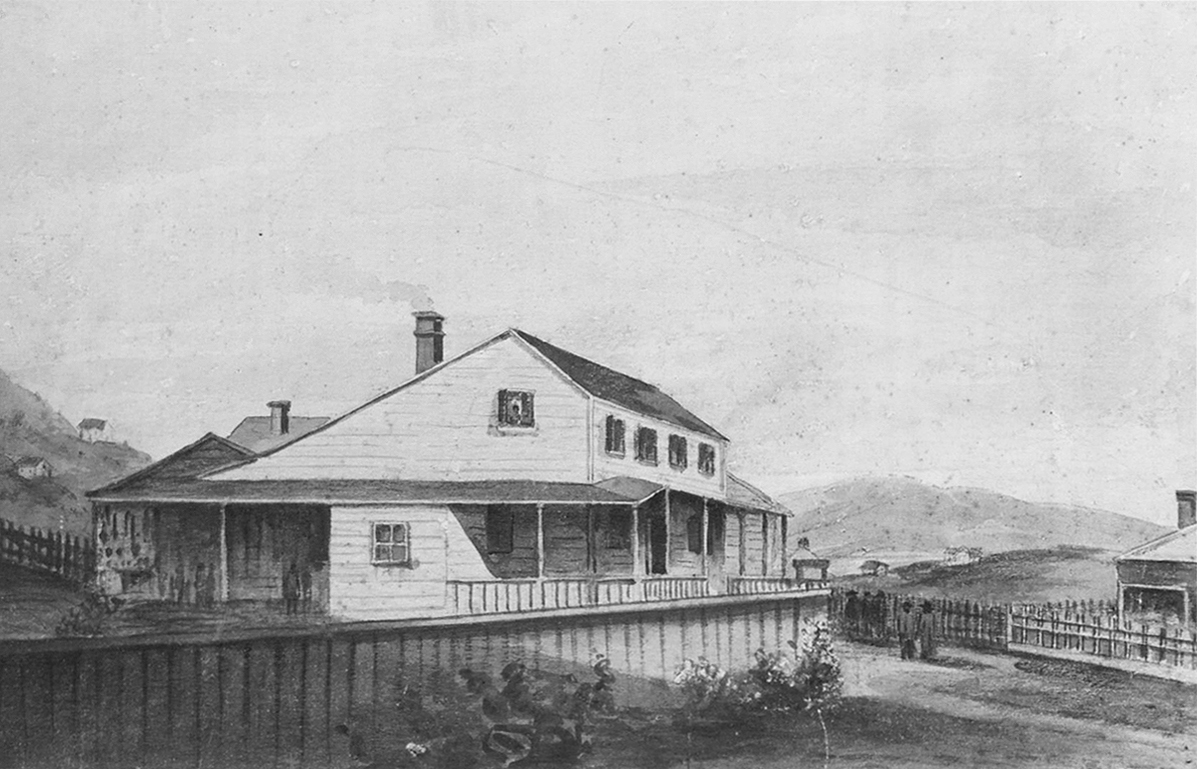
Casa di Samuel Brannan a Washington e Stockton Streets, San Francisco, 1849

Brannan aveva aperto altri negozi per vendere oggetti ai minatori (il suo negozio a Sutter Fort vendette per 150 000 dollari in un mese nel 1849), ed iniziò a comprare terre a San Francisco. In questo periodo Brannan fu accusato di aver sottratto soldi alla Chiesa, comprese le decime incassate, per finanziare le sue imprese. Furono mandati inviati LDS dallo Utah da Brannan, il quale si disse che avesse risposto loro "Tornate indietro e dite a Brigham Young che gli darò i soldi del Signore quando mi manderà una ricevuta firmata dal Signore stesso", nonostante storici quali Will Bagley abbiano poi dimostrato che fosse solo una leggenda. Brannan fu eletto nel primo consiglio cittadino di San Francisco nel neonato territorio statunitense. Dopo una serie di crimini efferati nella zona, aiutò ad organizzare il San Francisco Committee of Vigilance che operò de facto come una forza di polizia. Uno squatter (portavoce dei minatori) fu ucciso da un gruppo di vigilantes e, nonostante Brannan possa non aver ordinato l'omicidio, ne fu considerato l'istigatore e fu scomunicato dalla Chiesa LDS per violenza.
Nel 1850 i minatori iniziarono una protesta reclamando la terra. Il giorno più sanguinoso della corsa all'oro californiana fu quando 8 persone furono ferite, mentre 3 uomini di Samuel Brannan e cinque minatori furono uccisi. Il capo della rivolta degli squatter, il dottore Charles Lawrence Robinson, fu colpito da un proiettile sparato da Brannan e fu imprigionato con il proiettile ancora in corpo. Gli squatter rimasti furono dispersi nelle foreste sulle montagne.
Durante i felici giorni della corsa all'oro californiana Brannan divenne "il primo milionario californiano". Acquistò i grandi edifici di Sutter ed eresse numerosi nuovi edifici a San Francisco e Sacramento. Istituì un lucrativo commercio con China, Hawaii e con la costa orientale. Le sue proprietà terriere si estendevano alla California meridionale ed alle Hawaii dove, nel 1851, visitò ed acquistò molte terre Honolulu. Nel 1853 fu eletto senatore del Senato statale della California nella nuova capitale Sacramento. Fu coinvolto nel commercio con la Cina e negli accordi commerciali con il Messico, fondò la Society of California Pioneers ed aprì alcune banche, ferrovie e compagnie telegrafiche in California. Nel 1858 Brannan costruì la prima incarnazione della famosa Cliff House dell'oceano Pacifico.

### Calistoga
Dopo aver visitato nel 1859 le sorgenti termali della contea di Napa, Brannan decise di fondarvi un nuovo insediamento. Acquistò la terra che conteneva le sorgenti nella parte settentrionale di Rancho Carne Humana e vi fondò la città di Calistoga, il cui nome è una combinazione di "California" e dell'allora famosa Saratoga Springs a New York. Brannan vi fondò anche la Napa Valley Railroad nel 1864 per fornire ai turisti un facile modo per raggiungere Calistoga dai traghetti della baia di San Francisco che si ancoravano nella valle del Napa presso Vallejo. La ferrovia fu in seguito venduta ad una vendita della contea di Napa nel 1869.
Nel 1868 Brannan divenne uno dei principali investitori della Robinson Trust che acquistò le terre del californio Abel Stearns nella contea di Los Angeles, nei pressi di San Pedro Bay in California meridionale.
Nel 1872 Anna Eliza Corwin divorziò da Brannan. Perse buona parte del suo denaro dopo il divorzio, dato che un tribunale decise che la moglie aveva diritto a metà del valore dei suoi averi, in contanti. Dato che la maggior parte delle proprietà di Brannan erano terreni ed edifici, dovette venderli per pagare la moglie.

### California meridionale
Dopo il divorzio divenne un birrificatore, per poi sviluppare un problema con l'alcool. Dopo aver abbandonato la città che aveva aiutato a svilupparsi a San Francisco, si trasferì a San Diego in California, si risposò e creò un nuovo ranch nei pressi del confine con il Messico, dove divenne avviò speculazioni terriere con il governo messicano dello stato di Sonora. Nel 1888, all'età di 69 anni, gli fu pagata la cifra di 49000 dollari di interessi dal governo messicano. Smise di bere, pagò tutti i propri debiti e morì senza lasciare nemmeno i soldi necessari per pagare il proprio funerale.

## Morte e retaggio
Brannan morì all'età di 70 anni ad Escondido, in California, domenica 5 maggio 1889, a causa di un'infiammazione alle viscere. Fu sepolto nel Mount Hope Cemetery a San Diego. Il corpo di Brannan rimase per un anno in una fossa comune di San Diego. Scoperto per caso, fu riconosciuto e gli fu celebrato un funerale cristiano.

## Retaggio
Molti luoghi della California prendono il nome da Brannan, compresa Brannan Street a San Francisco, Brannan Island, Brannan Bluff (Table Bluff), Brannan Creek, Brannan Mountain, Brannan Springs ed il fiume Brannan. C'è anche una Sam Brannan Middle School a Sacramento. Tra le città della California fondate da Brannan ci sono Calistoga e Yuba City. Con John Augustus Sutter Junior, William Tecumseh Sherman ed Edward Ord come periti, Brannan progettò in modo non ufficiale le divisioni che poi divennero la città di Sacramento.